# GMC Sierra
Le GMC Sierra est un nom donné à deux pick-up qui dérivent des Chevrolet C/K et Chevrolet Silverado. 

## Première génération (1987-1998)

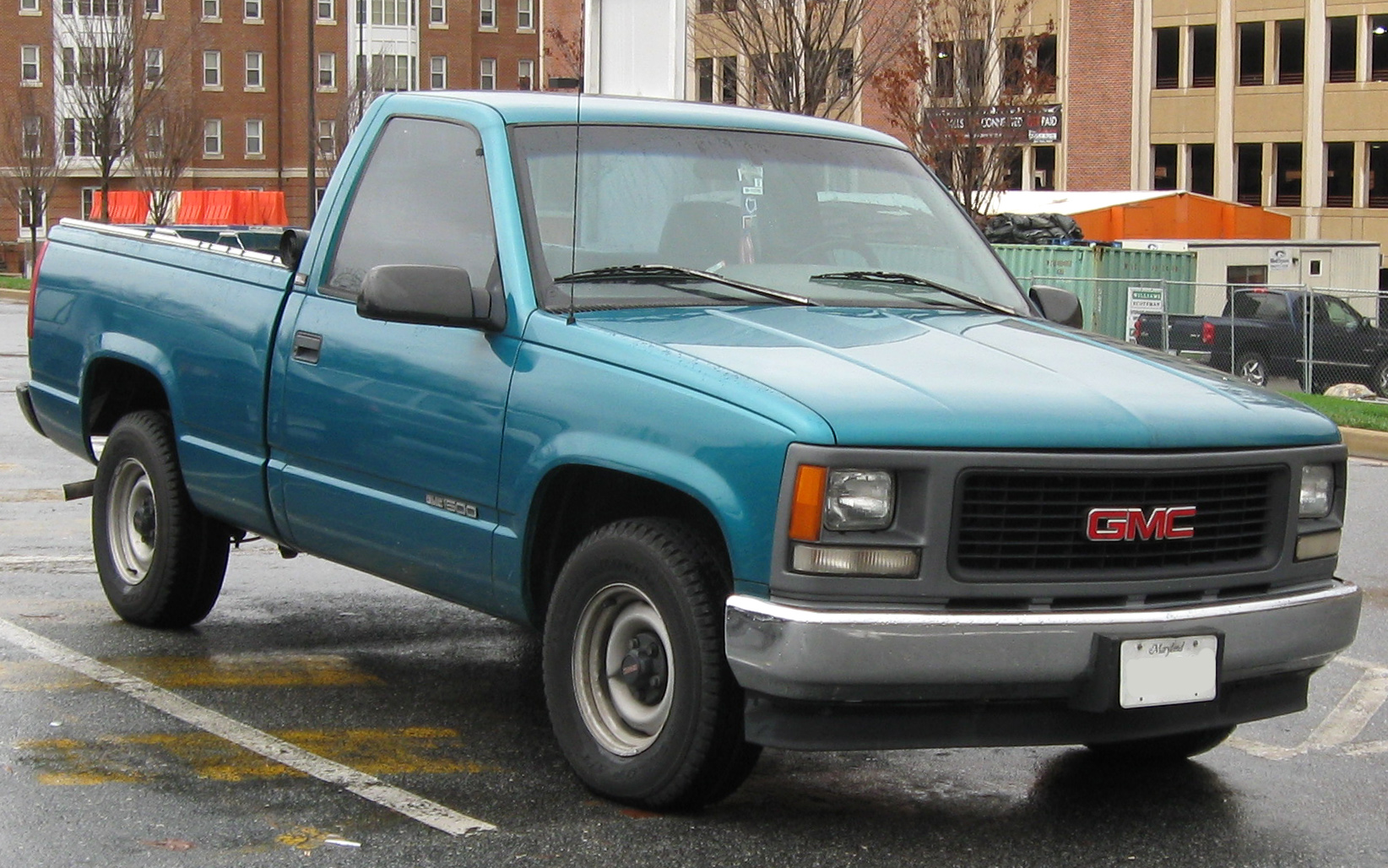
GMC Sierra I

## Seconde génération (1998-2007)

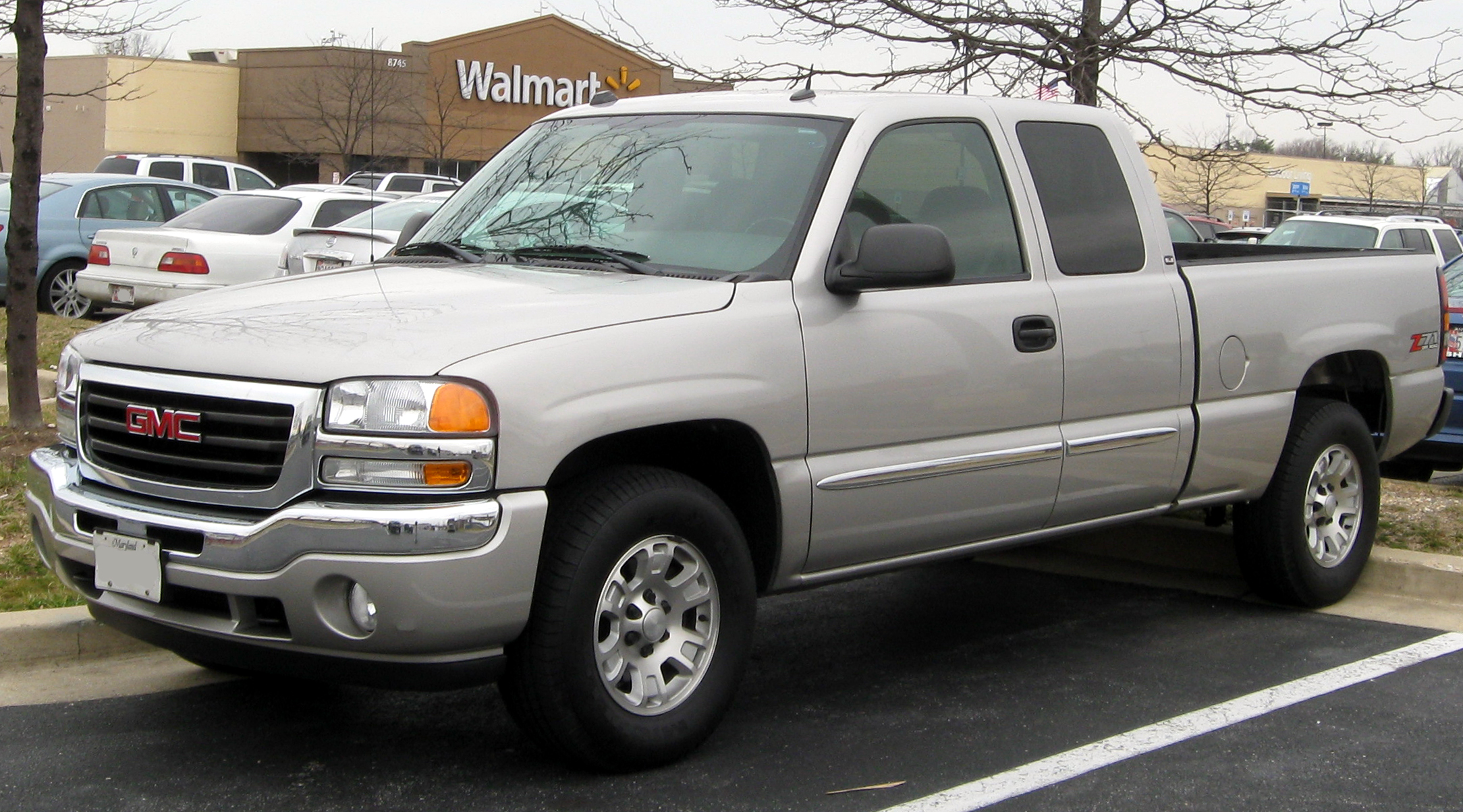
GMC Sierra II

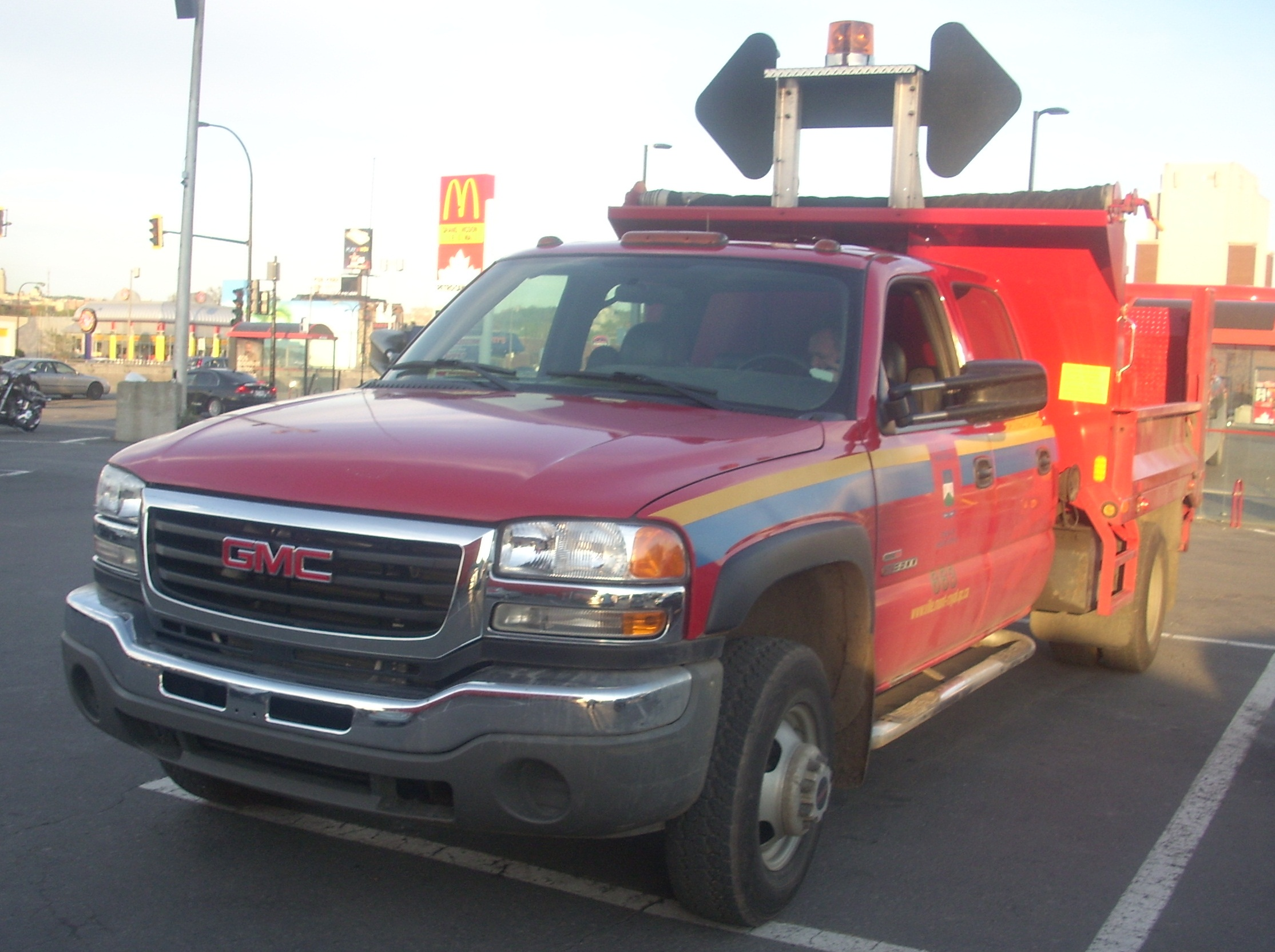
GMC Sierra II HD

## Troisième génération (2007-2013)

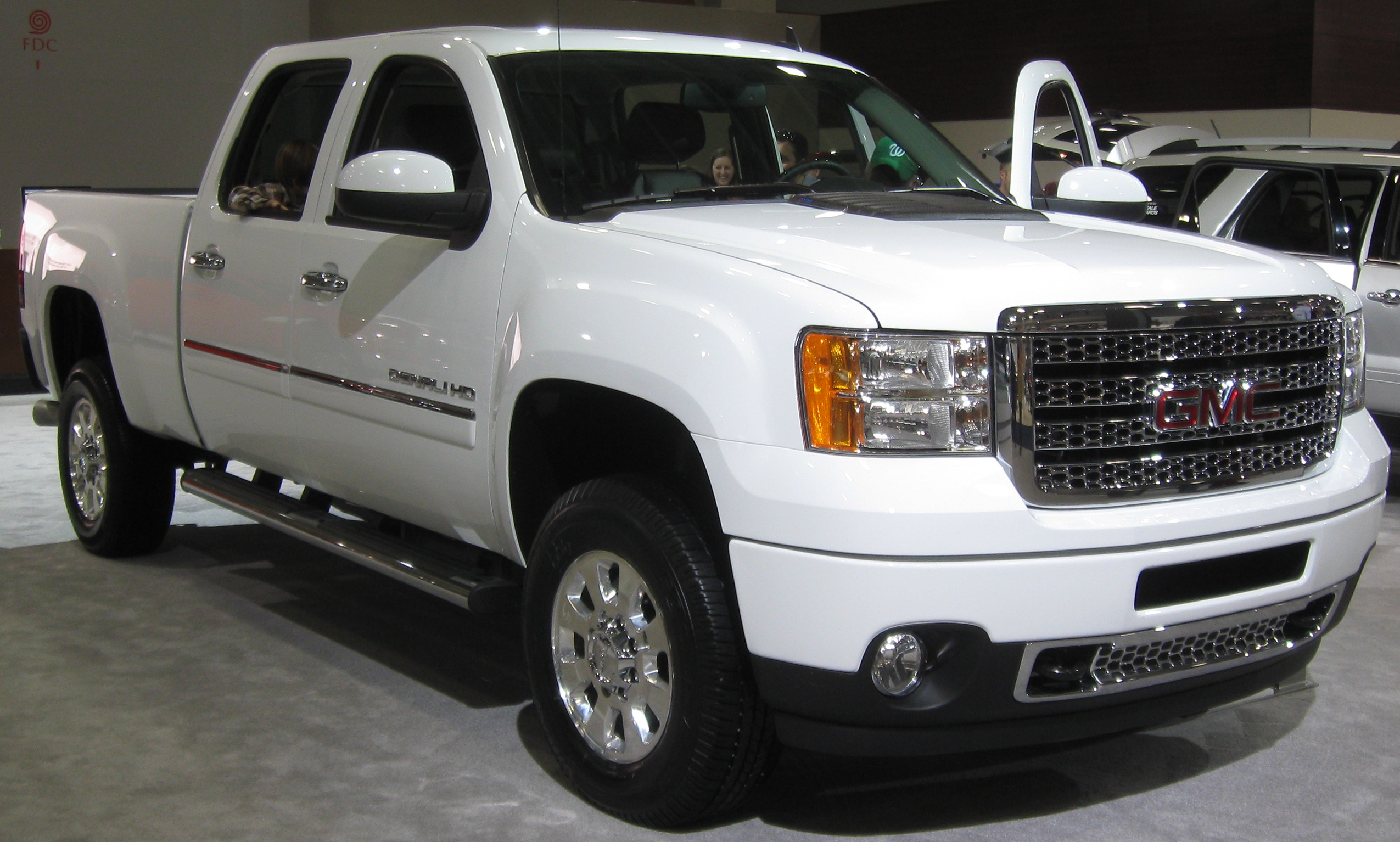
GMC Sierra III

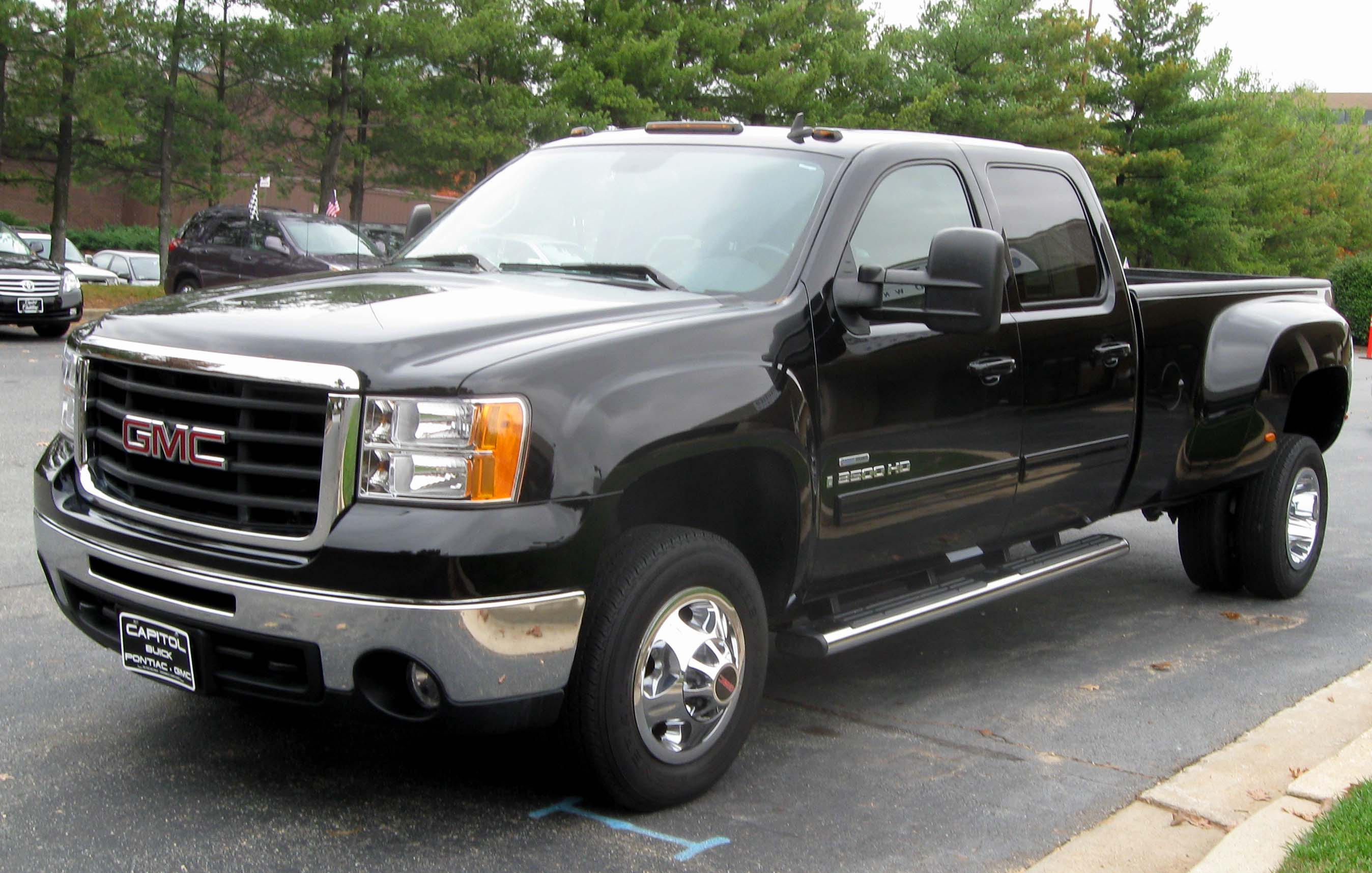
GMC Sierra III HD

## Quatrième génération (2013-2019)

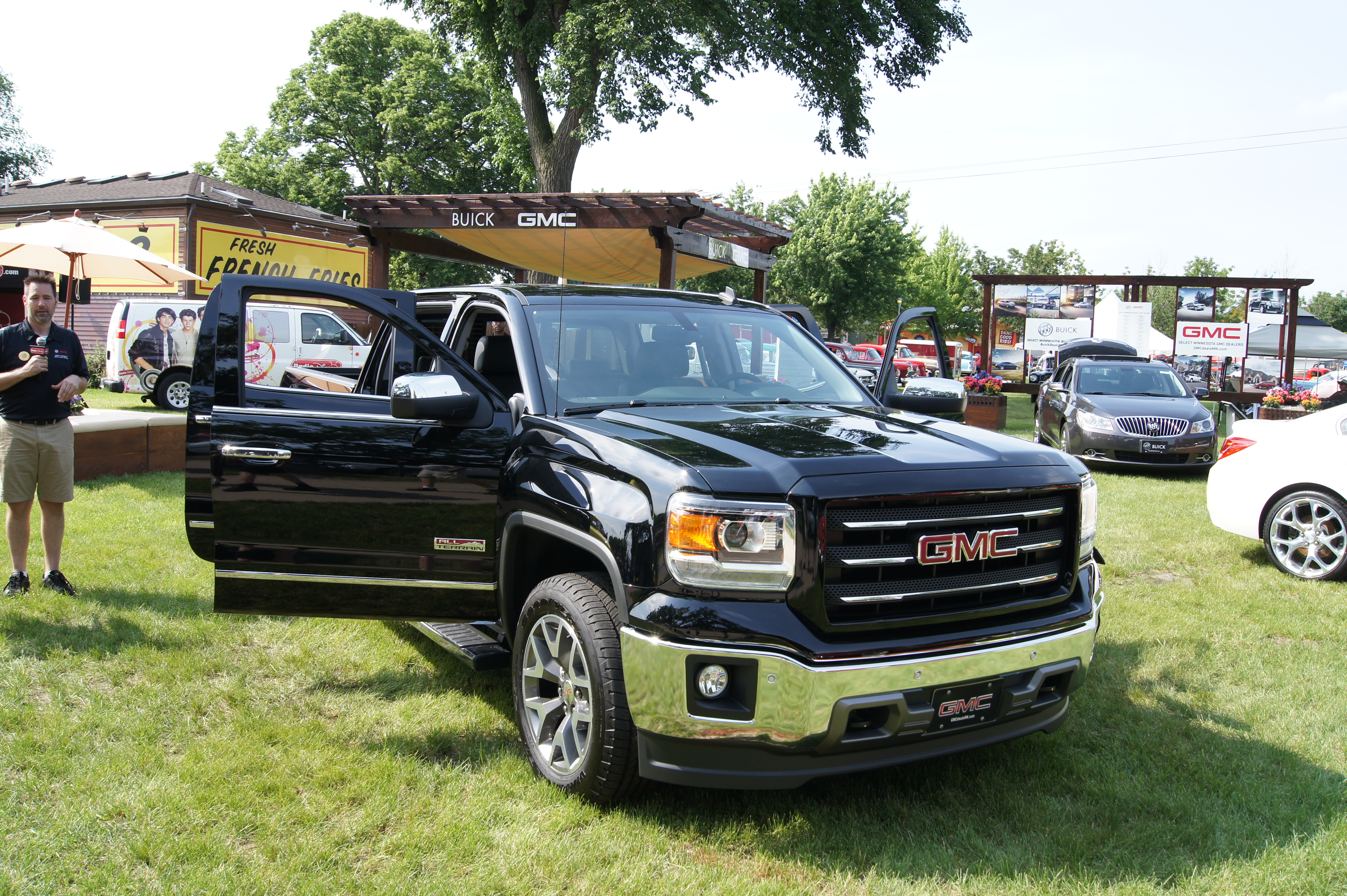
GMC Sierra IV

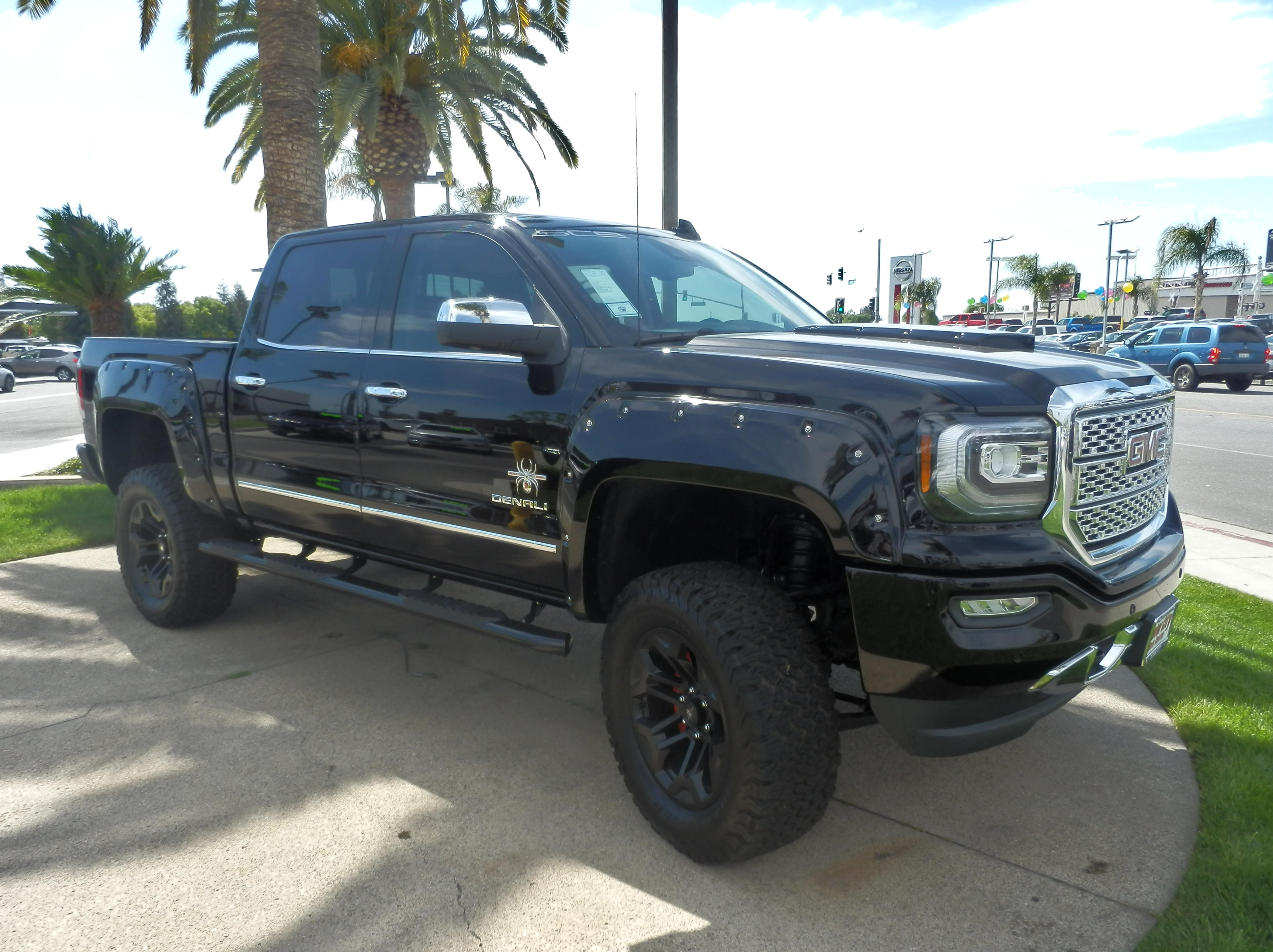
GMC Sierra IV Denali

## Cinquième génération (2019-)

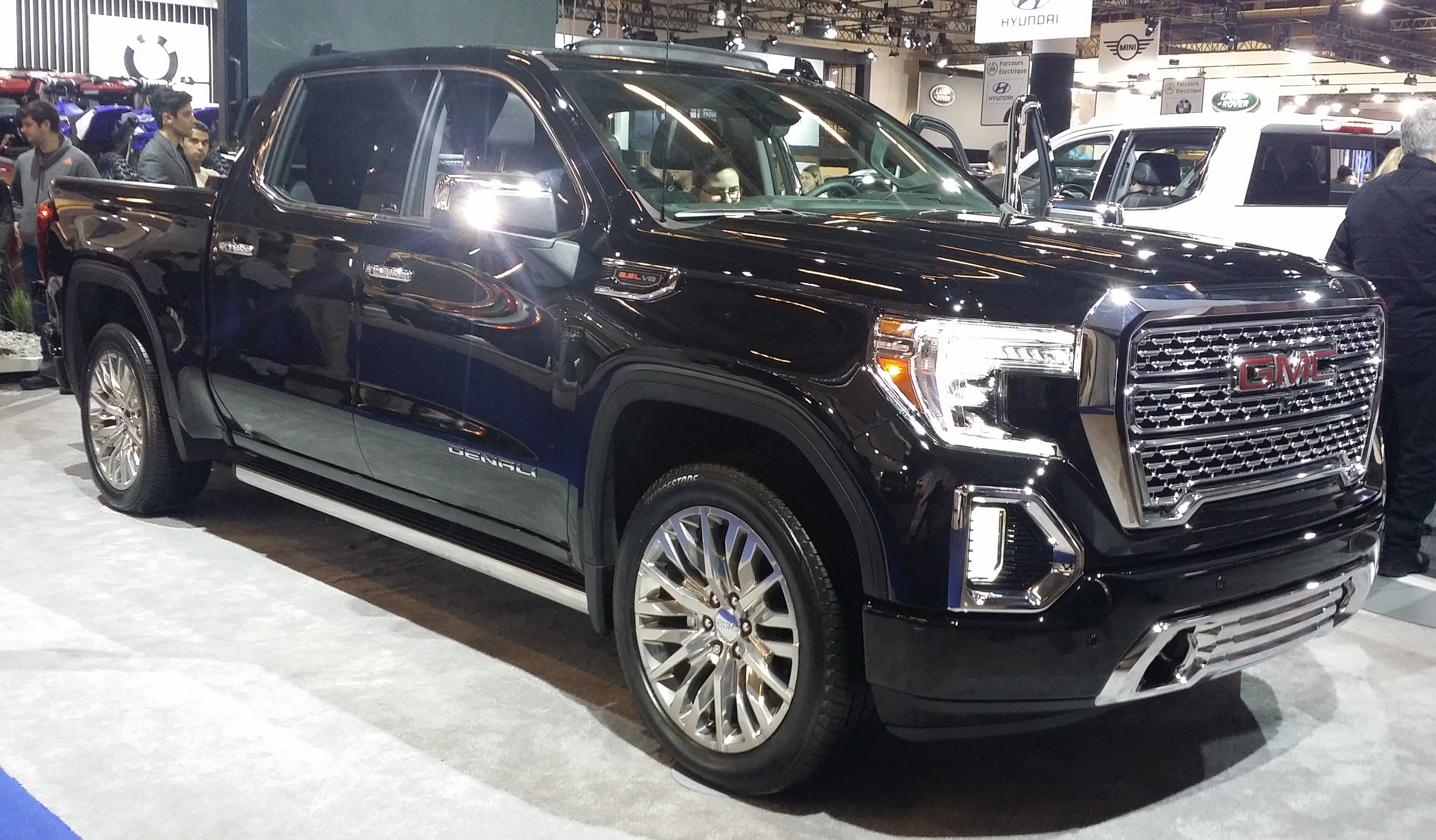

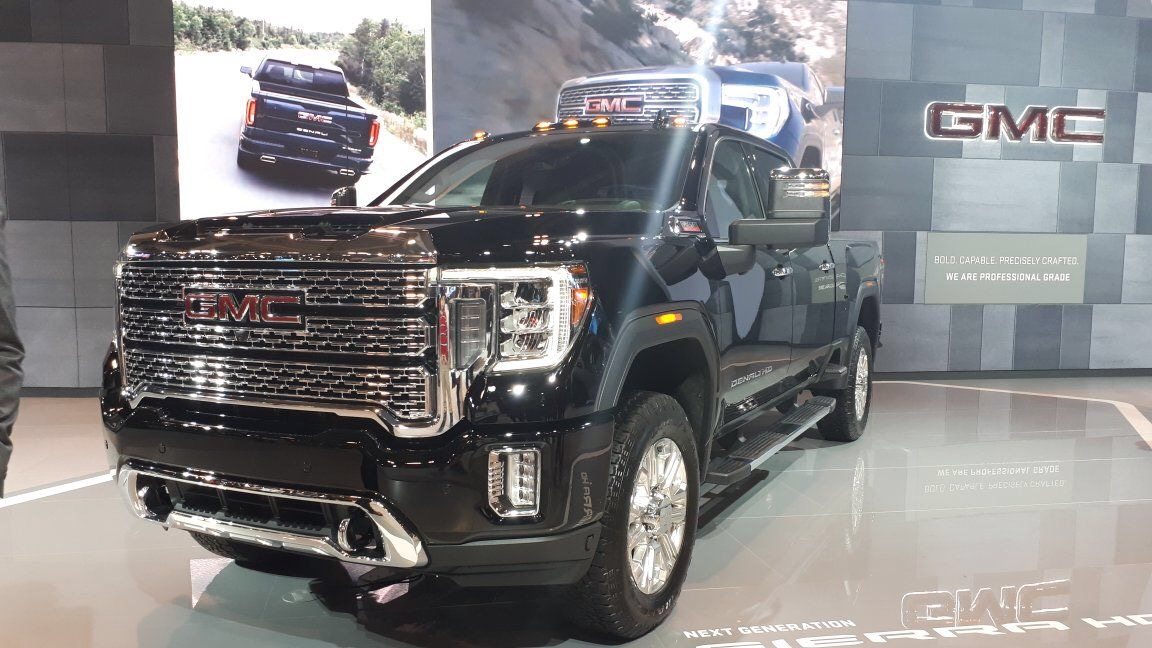

## Liens
- Site du GMC Sierra 1500 HD